# Provincia de Overijssel
Overijssel (antiguamente conocida en español por el nombre latino de Transisalania; en bajo sajón neerlandés: Oaveriessel) es una de las doce provincias que conforman el Reino de los Países Bajos. Está ubicada en la parte central-este del país. El nombre de la provincia significa «sobre el río Isala» (IJssel, en neerlandés). Su capital es la ciudad de Zwolle y la ciudad más poblada es Enschede. La provincia se subdivide en las comarcas de Twente, Salland y Kop van Overijssel.

## Historia
Anteriormente fue formalmente conocida como el Oversticht, que también incluía el actual Drente. En 1336, fue parte de Güeldres hasta que el territorio fue cedido al Principado-Obispado de Utrecht en 1347, conocido entonces como el Sticht. El obispo cedió el Oversticht al emperador Carlos V en 1528, quien se proclamó Señor de Overijssel, dándole de esta forma su actual nombre. Los habitantes del señorío se unieron con otros neerlandeses en la rebelión en contra del heredero de Carlos V, Felipe II. Desde entonces Overijssel fue gobernada por los más poderosos alcaldes y señores de la provincia.
Después de un breve periodo de ocupación por parte del Obispo de Münster (1672-1674), Overijssel recibió una nueva forma de gobierno que garantizaba más poderío a los estátuderes (stathouder; lugarteniente, literalmente). Una resistencia generalizada en contra el empoderamiento de las provincias finalmente condujo a la formación de la República de Batavia en 1795. Se constituyó un gobierno centralista y los Países Bajos se organizaron en una serie de departamentos, basados en el modelo de la Revolución Francesa. En un principio se administró con sí mismo, después se fusionó con Drente en 1798 para formar el Departamento de Ouden Ijssel, renombrado Overijssel en 1801.
Los franceses anexaron la República de Batavia en 1810 y Overijssel fue organizada en la forma del departamento francés de Bouches-de-l’Yssel. Después de la derrota de Napoleón en 1814, el Reino de los Países Bajos y la antigua provincia de Overijssel fueron repuestos.
Overijssel fue ocupada por la Alemania nazi durante la Segunda Guerra Mundial desde mayo de 1940 hasta su liberación en 1945. El Noordoostpolder, que habían dejado secar en 1942, fue parte de Overijssel desde 1962 hasta 1986, cuando pasó a formar parte de la recién creada Provincia de Flevolanda.

## Geografía
Overijssel limita al este con Alemania; al sur con el Achterhoek (región de la provincia de Güeldres); al oeste con la región de Veluwe, también en Güeldres y con la provincia de Flevoland, y al norte con Frisia y los arenales de la provincia de Drente. De las tres regiones que integran esta provincia: Kop van Overijssel se localiza al noroeste; Salland en el centro y Twente al este. Además de la capital, Zwolle, otras ciudades importantes son Almelo, Deventer, Enschede, Kampen y Hengelo.
Al sudeste, la superficie de la provincia es mayormente arenosa, intercalada con pequeños ríos como el río Regge, el río Dinkel y algunos arroyos. Al noroeste la geología está dominada por sedimentos del río Overijsselse Vecht y arcilla. Las regiones del norte fueron alguna vez cubiertas por pantanos (veen) fueron secados y han sido explotados en gran medida como combustible. Sólo pequeñas partes persisten hasta hoy (Engbertsdijksvenen, Witteveen, Aamsveen). El extremo del noroeste está dominado por un sistema de lagos formados por antiguas minas de turba, el Weerribben, es un humedal de gran valía.
El punto más alto de Overijssel es la cumbre del Tankenberg, una colina en el municipio de Losser, a 89 m s. n. m.. El punto más bajo está en el pólder de Mastenbroek, cerca de Kampen, con 2 metros debajo del nivel del mar.

## Gobierno
Al igual que las demás provincias está gobernada por un comisionado designado por el monarca y una cámara legislativa elegida mediante sufragio universal.

## Municipios
Overijssel está dividido en 25 municipios:
|  | 1. Almelo 2. Borne 3. Dalfsen 4. Dinkelland 5. Deventer 6. Enschede 7. Haaksbergen 8. Hardenberg 9. Hellendoorn 10. Hengelo 11. Hof van Twente 12. Kampen 13. Losser | 1. Oldenzaal 2. Olst-Wijhe 3. Ommen 4. Raalte 5. Rijssen-Holten 6. Staphorst 7. Steenwijkerland 8. Tubbergen 9. Twenterand 10. Wierden 11. Zwartewaterland 12. Zwolle |